# Disc articular
Discul articular (Discus articularis) este o formațiune anatomică intraarticulară de forma unei lentile biconcave, formată din fibrocartilaj, găsită în unele articulații sinoviale, care asigură congruența suprafețelor articulare. El aderă prin periferia sa la capsula articulară și formează un perete despărțitor care separă complet sau parțial cavitatea articulară în două compartimente, unul superior, altul inferior.
Discul articular este prezent în 4 articulații: în articulația temporomandibulară - discul articular temporomandibular (Discus articularis tempromandibularis), în articulația sternoclaviculară - discul articular sternoclavicular (Discus articularis sternoclavicularis), în articulația acromioclaviculară - discul articular acromioclavicular (Discus articularis acromioclavicularis) și în articulația radioulnară distală - discul articular radioulnar distal (Discus articularis radioulnaris distalis).